# 白石神社 (みやき町)
白石神社（しらいしじんじゃ）は、佐賀県三養基郡みやき町にある神社である。旧社格は村社。

## 概要
文政6年（1823年）、一帯を領地とする白石鍋島家6代鍋島直章によって、初代鍋島直弘を祀る社として創建された。
後に鍋島直暠、成富茂安（成富兵庫茂安）も合祀されている。

## 祭神
- 鍋島直弘[1][2]
- 鍋島直暠[1]
- 成富茂安[1]